# Josip Šutalo
Josip Šutalo, né le 28 février 2000 à Čapljina en Bosnie-Herzégovine, est un footballeur international croate qui évolue au poste de défenseur central à l'Ajax Amsterdam.

## Biographie

### Dinamo Zagreb
Natif de Čapljina en Bosnie-Herzégovine, Josip Šutalo est formé au Dinamo Zagreb. Après de nombreuses figurations sur le banc de son équipe, il joue son premier match en professionnel le 7 janvier 2020, titularisé lors de la victoire du Dinamo contre le NK Inter Zapresic.
Lors du mercato hivernal qui suit, il est notamment plusieurs fois annoncé comme dans les petits papier de l'Atalanta Bergame,,, bien qu'il reste finalement en Croatie.
Il devient Champion de Croatie en 2020, le club étant sacré officiellement pour la 21e fois à l'issue de la 30e journée.

### Carrière en sélection nationale
Régulièrement appelé dans les équipes de jeunes croates, il est notamment international avec les moins de 17 ans à 10 reprises.
Le 9 novembre 2022, il est sélectionné par Zlatko Dalić pour participer à la Coupe du monde 2022.
Le 20 mai 2024, il figure dans la liste des 26 joueurs croates retenus par Zlatko Dalić pour participer à l'Euro 2024. 

## Statistiques
Ce tableau résume les statistiques en carrière de Josip Šutalo.

| Saison                | Club                  | Championnat           | Championnat | Championnat | Championnat | Coupe(s) nationale(s) | Coupe(s) nationale(s) | Coupe(s) nationale(s) | Compétition(s) continentale(s) | Compétition(s) continentale(s) | Compétition(s) continentale(s) | Compétition(s) continentale(s) | Croatie | Croatie | Croatie | Total | Total | Total |
| Saison                | Club                  | Division              | M.          | B.          | P.d.        | M.                    | B.                    | P.d.                  | Comp.                          | M.                             | B.                             | P.d.                           | M.      | B.      | P.d.    | M.    | B.    | P.d.  |
| 2019-2020             | Dinamo Zagreb         | Prva HNL              | 4           | 0           | 0           | 1                     | 0                     | 0                     | C1                             | -                              | -                              | -                              | -       | -       | -       | 5     | 0     | 0     |
| 2020-2021             | Dinamo Zagreb         | Prva HNL              | 3           | 0           | 0           | 1                     | 0                     | 0                     | C1+C3                          | -                              | -                              | -                              | -       | -       | -       | 4     | 0     | 0     |
| 2021-2022             | Dinamo Zagreb         | Prva HNL              | 28          | 2           | 3           | 1                     | 0                     | 0                     | C1+C3                          | 0+7                            | 0+1                            | 0                              | 2       | 0       | 0       | 38    | 3     | 3     |
| 2022-2023             | Dinamo Zagreb         | Prva HNL              | 27          | 2           | 0           | 2                     | 1                     | 0                     | C1                             | 7                              | 0                              | 0                              | 6       | 0       | 0       | 42    | 3     | 0     |
| 2023-2024             | Dinamo Zagreb         | Prva HNL              | 3           | 0           | 0           | -                     | -                     | -                     | C1                             | 4                              | 1                              | 0                              | -       | -       | -       | 7     | 1     | 0     |
| Sous-total            | Sous-total            | Sous-total            | 65          | 4           | 3           | 5                     | 1                     | 0                     | -                              | 18                             | 1                              | 0                              | 8       | 0       | 0       | 96    | 6     | 3     |
| 2020-2021             | NK Istra 1961 (prêt)  | Prva HNL              | 22          | 0           | 0           | 4                     | 1                     | 0                     | -                              | -                              | -                              | -                              | -       | -       | -       | 26    | 1     | 0     |
| 2023-2024             | Ajax Amsterdam        | Eredivisie            | 23          | 1           | 0           | 1                     | 0                     | 0                     | C3+C4                          | 5+3                            | 0+0                            | 0                              | 8       | 0       | 0       | 40    | 1     | 0     |
| 2024-2025             | Ajax Amsterdam        | Eredivisie            | 29          | 2           | 0           | -                     | -                     | -                     | C3                             | 15                             | 1                              | 0                              | 9       | 0       | 0       | 53    | 3     | 0     |
| Sous-total            | Sous-total            | Sous-total            | 52          | 3           | 0           | 1                     | 0                     | 0                     | -                              | 23                             | 1                              | 0                              | 17      | 0       | 0       | 93    | 4     | 0     |
| Total sur la carrière | Total sur la carrière | Total sur la carrière | 139         | 6           | 3           | 9                     | 2                     | 0                     | -                              | 41                             | 2                              | 0                              | 25      | 0       | 0       | 214   | 10    | 3     |

## Palmarès

### En club
Avec le Dinamo Zagreb, Josip Šutalo remporte le Championnat de Croatie à trois reprises en 2020, 2021 et 2022.

### En sélection nationale
Avec la sélection croate, il est troisième de la Coupe du monde en 2022 puis finaliste de la Ligue des nations en 2023.